# Yoon Se-ah
Yoon Se-ah (윤세아?, 尹世雅?, Yun Se-aLR, Yun SeaMR; 2 gennaio 1978) è un'attrice sudcoreana.

## Filmografia

### Cinema
- Hyeolui nu, regia di Kim Dae-seung (2005)
- Gungnyeo, regia di Kim Mee-jung (2007)
- Pyeong-haeng-i-ron regia di Ho-Young Kwon (2010)
- Funny Neighbors, regia di Yang Young-chul (2011)
- Inryu myeongmang bogoseo, regia di Kim Jee-woon e Yim Pil-sung (2012)
- Madam Ppaengdeok, regia di Yim Pil-sung (2014)
- A Man and a Woman, regia di Lee Yoon-ki (2016)
- Bluebeard, regia di Lee Soo-yeon (2017)
- Jeongjikhan hubo, regia di Jang Yu-jeong (2020)

### Televisione
- Peuraha-ui yeon-in (프라하의 연인?) – serie TV (2005)
- That Woman (그 여자?) – serie TV (2005)
- The King of Head-butts (박치기왕?) – serie TV (2006)
- Smile Again (스마일 어게인?) – serie TV (2006)
- How Much Love (얼마나 좋길래?) – serie TV (2006)
- Dae-wang Sejong (대왕 세종?) – serie TV (2008)
- On Air (온에어?) – serie TV (2008)
- Love Marriage (연애결혼?) – serie TV (2008)
- City Hall (시티홀?) – serie TV (2009)
- Anaega Dolawatda (아내가 돌아왔다?) – serie TV (2009)
- Drama Special "Family Secrets" (드라마 스페셜: 가족의 비밀?) – serie TV (2010)
- You're So Pretty (당신 참 예쁘다?) – serie TV (2011)
- Sinsa-ui pumgyeok (신사의 품격?) – serie TV (2012)
- Nae Sarang Nabibooin (내 사랑 나비부인?) – serie TV (2012)
- Guga-ui seo (구가의 서?) – serie TV (2013)
- Drama Special "The Dreamer" (드라마 스페셜: 꿈꾸는 남자?) – serie TV (2014)
- Eve's Love (이브의 사랑?) – serie TV (2015)
- Yeopgijeogin Geunyeo (엽기적인 그녀?) – serie TV (2017)
- Stranger (비밀의 숲?) – serie TV (2017-2020)
- Geunyang saranghaneun sa-i (그냥 사랑하는 사이?) – serie TV (2017-2018)
- Chakhanmanyeojeon (착한마녀전?) – serie TV (2018)
- Sky Castle (SKY 캐슬?) – serie TV (2018)
- Nal nog-yeoju-o (날 녹여주오?) – serie TV (2019)
- Snowdrop (설강화?) – serie TV (2021-2022)